# Association Sportive Otohô
L'Association Sportive Otohô és un club congolès de futbol de la ciutat d'Oyo. Els colors del club són el blau i el groc.

## Palmarès
- Lliga de la República del Congo de futbol:[4]
  - 2018,[5] 2018-19,[6] 2019-20, 2021, 2021-22[7]